# Oxya rammei
Oxya rammei är en insektsart som beskrevs av Tsai, P. 1931. Oxya rammei ingår i släktet Oxya och familjen gräshoppor. Inga underarter finns listade i Catalogue of Life.